# Lenlevelű füzény
A lenlevelű füzény (Lythrum linifolium) a füzény növénynemzetség egyik, a Kárpát-medencében is őshonos faja. Rokonával, az apró füzénnyel (Lythrum tribracteatum) együtt a szikesedő hordaléktalajok iszapnövényzetének egyik jellegzetes növénye – főleg a Hortobágyon, a Kiskunságon és a Körös-vidéken. Ritkasága miatt Magyarországon védett; természetvédelmi értéke 5000 forint.